# Cksum

Comanda UNIX cksum generează o valoare checksum pentru fișierul specificat. Comanda citește fișierul sau intrarea standard dacă niciun fișier nu este specificat, și tipărește valoarea checksum (cyclic redundancy code - CRC) și numărul de bytes.
Algoritmul folosit pentru calculul CRC este același algoritm folosit și în standardul de Ethernet. Se poate vorbi astfel de interoperabilitate între sisteme UNIX diferite.
Comanda era folosită în trecut pentru a detecta erori de transmisie de date în fișierele care erau trimise de la un calculator la altul - un checksum este calculat la destinație și ar trebui să fie identic cu cel de la sursă. În ziua de astăzi există opțiuni criptografice mai bune precum md5sum sau sha1sum. 

## Sintaxă
```
cksum fișiere
```

## Exemple
```
# cksum test.txt
4038471504 75 test.txt
```

4038471504 reprezintă valoare checksum, iar 75 este numărul de bytes din fișier.